# GP La Marseillaise
De GP La Marseillaise (voluit: Grand Prix Cycliste la Marseillaise) is een eendaagse wielerwedstrijd in en rondom de stad Marseille, departement Bouches-du-Rhône, Frankrijk. De wedstrijd wordt sinds 1980 georganiseerd en wordt op de zondag in de laatste week van januari verreden, enkele dagen voor de start van de etappekoers Ster van Bessèges. De koers wordt traditioneel beschouwd als de opening van het Europese wielerseizoen. Sinds 2005 maakt de wedstrijd deel uit van de UCI Europe Tour. Ook maakt het deel uit van de Coupe de France.

## Lijst van winnaars

### Meervoudige winnaars
| Zeges | Renner              | Land      | Jaren      |
| ----- | ------------------- | --------- | ---------- |
| 002   | Eddy Planckaert     | België    | 1984, 1986 |
| 002   | Edwig Van Hooydonck | België    | 1991, 1992 |
| 002   | Baden Cooke         | Australië | 2004, 2006 |

### Zeges per land
| Zeges | Land                                             |
| ----- | ------------------------------------------------ |
| 020   | Frankrijk                                        |
| 012   | België                                           |
| 004   | Nederland                                        |
| 003   | Denemarken                                       |
| 002   | Australië, Italië                                |
| 001   | Luxemburg, Verenigd Koninkrijk, Verenigde Staten |

1980 · 1981 · 1982 · 1983 · 1984 · 1985 · 1986 · 1987 · 1988 · 1989 · 1990 · 1991 · 1992 · 1993 · 1994 · 1995 · 1996 · 1997 · 1998 · 1999 · 2000 · 2001 · 2002 · 2003 · 2004 · 2005 · 2006 · 2007 · 2008 · 2009 · 2010 · 2011 · 2012 · 2013 · 2014 · 2015 · 2016 · 2017 · 2018 · 2019 · 2020 · 2021 · 2022 · 2023 · 2024 · 2025